# Sochaczew Muzeum
Sochaczew Muzeum – wąskotorowa stacja kolejowa w Sochaczewie, w województwie mazowieckim, w Polsce. Znajduje się na terenie Muzeum Kolei Wąskotorowej.